# Принц од папира (филм)
Принц од папира је српски филм из 2007. године. Режирао га је Марко Костић, а сценарио је писала Владислава Војновић.

## Радња
Јулија живи са родитељима који је пуно воле и помало занемарују. Једног дана, оставши сама код куће, Јулија пушта у кућу сумњивог анкетара Николу. Никола прво покуша да краде, а кад га Јулија у томе спречи, они се спријатеље. На растанку Јулија поклони Николи неке родитељске ствари-мамине минђуше и татин пасош! Шест месеци касније Јулија сазнаје да је због очевог несталог пасоша њена породица у опасности, а схвата да је и она сама крива за то. Од тог тренутка, уз помоћ школског друга Пегија и необичне баке Еме, Јулија тајно ради на томе да пронађе Николу и врати очев пасош. Успут, Јулија открива још много тога о својим родитељима и друштву у коме живи.

## Улоге
| Глумац             | Улога               |
| ------------------ | ------------------- |
| Милица Спасојевић  | Јулија              |
| Стефан Лазаревић   | Пеги                |
| Андреј Шепетковски | Сликар Никола       |
| Милица Михајловић  | Јулијина мајка      |
| Горан Радаковић    | Јулијин отац Тоза   |
| Татјана Бељакова   | Ема                 |
| Драган Петровић    | Сумњиви тип         |
| Нада Мацанковић    | Учитељица           |
| Соња Савић         | Ева                 |
| Ана Маркоски       | Ана                 |
| Владан Гајовић     | Полицајац           |
| Игор Кљајић        | Мајчин љубавник     |
| Ана Маринковић     | Школска другарица   |
| Милош Танасковић   | Побуњени адолесцент |
| Стојан Штрбац      | Полицајац-шахиста   |
| Ђорђе Станчевић    | Возач џипа          |
| Јелена Гавриловић  | Девојка код џипа    |

## Гости
| Глумац                   | Улога       |
| ------------------------ | ----------- |
| Соња Савић               | Ева         |
| Велимир Бата Живојиновић | Опасни чича |
| Марија Перовић           | Водитељка   |
| Светислав Прелић         | Клошар      |